# Hrabstwo Washington (Kolorado)
Hrabstwo Washington (ang. Washington County) – hrabstwo w stanie Kolorado w Stanach Zjednoczonych. Hrabstwo powstało 9 lutego 1887 roku i nosi imię Jerzego Waszyngtona, który był pierwszym prezydentem Stanów Zjednoczonych. Siedzibą hrabstwa jest Akron.

## Demografia
Według spisu w 2020 roku liczy ponad 4,8 tys. mieszkańców, w tym 95,7% to biali. Latynosi to zaledwie 10,9% populacji, znacznie poniżej średniej stanowej.
Pod względem religijnym w 2010 roku największą grupę stanowią osoby niestowarzyszone w żadnym związku wyznaniowym. Ponadto religijność hrabstwa zdominowana jest przez protestantów (24,0%) i katolików (13,3%). Hrabstwo Washington posiada najwyższy odsetek zielonoświątkowców (6,6%) w stanie Kolorado.

## Sąsiednie hrabstwa
- Hrabstwo Logan (północ)
- Hrabstwo Yuma (wschód)
- Hrabstwo Kit Carson (południowy wschód)
- Hrabstwo Lincoln (południe)
- Hrabstwo Arapahoe (zachód)
- Hrabstwo Adams (zachód)
- Hrabstwo Morgan (północny zachód)

## Miasta
- Akron
- Otis